# Lisbeth Larsson
Lisbeth Larsson, född 11 maj 1949 i Vara, Västergötland, död 16 oktober 2021 i Skillinge, Skåne, var en svensk litteraturvetare, professor i litteraturvetenskap med genusvetenskaplig inriktning vid Göteborgs universitet.

## Biografi
Larsson tog studentexamen vid Katedralskolan i Skara 1968 och blev fil. kand. vid Lunds universitet 1972; därefter utbildade hon sig till lärare i svenska och religionsvetenskap. 1989 disputerade hon i litteraturvetenskap, blev docent 1997 och befordrades till professor 1999. 2000 fick hon en professur i litteraturvetenskap med inriktning mot genusforskning vid Göteborgs universitet. Sedan 2009 arbetade hon även som vice dekan för forskning.
1995 var Larsson gästprofessor vid University of Minnesota i Minneapolis, 1999 vid Växjö universitet och 2002 vid Berkeley.
Larsson arbetade också som litteraturkritiker. 1980 började hon skriva i GT, 1984–1999 var hon knuten till Expressen som litteratur- och teaterkritiker, 2003–2009 skrev hon i Dagens Nyheter, därefter i Göteborgs-Posten.

## Forskningsområden
Lisbeth Larsson forskade och publicerade huvudsakligen inom fyra områden: biografiforskning, litteraturteori, litteraturhistoria och populärkultur; alltid med ett genusperspektiv. Den gemensamma nämnaren för hennes forskning var förutom genusperspektivet ett grundläggande intresse för den roll berättelser spelar i människors liv; hur människor skrivs in i och använder sig av berättelser och hur de samhälleliga och individuella berättelserna om människan, kvinnan och mannen utformats under olika tider.
I sin avhandling En annan historia omvärderade Larsson synen på och betydelsen av kvinnors läsning av romantiklitteratur. Hon spelade en aktiv roll i skapandet av Nordisk kvinnolitteraturhistoria 1993–97 och var huvudredaktör för det fjärde bandet. Med antologin feminismer 1997 förde hon in postfeministiska teoretiker som Teresa de Lauretis och Judith Butler i svensk diskussion. I böcker som Sanning och konsekvens. Marika Stiernstedt, Ludvig Nordström och de biografiska berättelserna och Hennes döda kropp. Victoria Benedictssons arkiv och författarskap förde hon en om de biografiska genrerna. Den förra innehåller en ingående metadiskussion om teori och metod inom fältet. Den senare, som nominerades till Augustpriset, reviderar synen på Victoria Benedictssons författarskap och Axel Lundegårds hantering av det på ett grundläggande sätt. I monografin Promenader i Virginia Woolfs London visade hon hur Virginia Woolf använder Londonkartan för att teckna människorna i sina romaner.
Under åren 2016–2018 var Larsson (tillsammans med Maria Sjöberg) projektledare för Svenskt kvinnobiografiskt lexikon som lanserades 8 mars 2018.

## Uppdrag
- 1987–1991: Kulturrådets stödgrupp för utländsk litteratur
- 1993–1995: Ledamot i Styrelsen för lokalradiotillstånd
- 2000–2003: Ledamot i Kommittén för konstnärlig forskning och konstnärligt utvecklingsarbete, Vetenskapsrådet
- 2000–2006: Ledamot i Vetenskapsrådets genuskommitté
- 2000–2003: Ledamot i Ämnesrådet för humaniora och samhällsvetenskap – Vetenskapsrådet
- 2002–: Ledamot i ACSIS styrelse
- 2004–2009: Ledamot i styrelsen för Vetenskapsrådet
- 2005–2007: The Advisory Group for Science and Society i European Research Area (ERA)
- 2005–2006: Högskoleverkets nationella utvärdering av ämnet litteraturvetenskap
- 2005–2009: Svenska Institutets styrelse
- 2007–2009: Kungliga Bibliotekets styrelse
- 2008–2012: Styrelsen för Nationella sekretariatet för genusforskning
- 2013–2015: Ledamot i Göteborgs universitets styrelse

## Utmärkelser, ledamotskap och priser
- Ledamot av Vetenskapssocieteten i Lund (LVSL, 1999)[3]
- 2002 – Fulbright Hildeman Award
- 2004 – Kungliga Vitterhets Historie och Antikvitets Akademien, Carl Henrik von Platens biografipris
- 2010 – John Landquists pris av Samfundet de Nio
- 2012 – Hedersdoktor vid Syddansk universitet
- 2014 – Stipendium från Svenska Akademien
- 2018 – Humtankpriset (tillsammans med Maria Sjöberg)

## Urval av publikationer
- 1989 – En annan historia. Om kvinnors läsning och svensk veckopress, Symposion
- 1991 – Kvinnors självbiografier och dagböcker i Sverige. Bibliografisk förteckning 1650-1989, tills m Eva Hættner och Christina Sjöblad, Lunds University Press
- 1994 – ”Lace and the Limits of Reading”, Cultural Studies, 8/2 May 1994, ed. Lawrence Grossberg
- 1996 – Kvinnopolitiska nyckeltexter, tills m Johanna Esseveld, Studentlitteratur, Studentlitteratur
- 1997 – “Feministisk litteraturkritik i förvandling”, Litteraturvetenskap - en inledning, red Staffan Bergsten, Studentlitteratur
- 1997 – feminismer, Studentlitteratur
- 2000 – ”Suzanne Brøgger”, Danska digtere i det 20.århundrede III. Fra Kirsten Thorup til Christina Hesselholdt, red A.M Mai, Gads forlag
- 2001 – Sanning och konsekvens. Marika Stiernstedt, Ludvig Nordström och de biografiska berättelserna, Norstedts
- 2003 – ”Compulsory Happy Endings. Virginia Woolfs Ett eget rum i feministisk teori”, Kvinnovetenskaplig tidskrift 1/2003
- 2007 – ”Biografins återkomster”, Med livet som insats. Biografin som humanistisk genre, red Henrik Rosengren, Johan Östling, Lund, Sekel Bokförlag
- 2008 – Hennes döda kropp. Om Victoria Benedictssons arkiv och författarskap, Svante Weylers förlag, nominerad till Augustpriset
- 2009 – ”Reading as a Woman, Read as a Woman”, The Cambridge Handbook of Literacy, ed David R. Olson and Nancy Torrance, Cambridge UP
- 2010 – ”Självbiografi, autofiktion, testimony, lifewriting”, Tidskrift för Genusvetenskap nr 4 2010
- 2014 – Promenader i Virginia Woolfs London, Atlantis
- 2015 – Höstens böcker. Litterära värdeförhandlingar 2013, Makadam
- 2016 – Walking Virginia Woolf's London: an Investigation in Literary Geography, Palgrave MacMillina